# Wiener AC
Wiener Athletiksport Club, také známý jako Wiener AC nebo WAC, je rakouský sportovní klub ve Vídni. Klub byl založen roku 1896.
Fotbalový tým vznikl roku 1897 a do roku 2002 se účastnil ligových soutěží. Jednou byl mistrem Rakouska. Dalšími sporty jsou či byly pozemní hokej, tenis, basketbal či vodní pólo.

## Fotbal
Fotbalový tým vznikl roku 1897. Roku 1915 se stal mistrem. Roku 1931 hrál finále Středoevropského poháru. První ligu hrál v letech 1912-21, 1923, 1925-36, 1943-44, 1946-48, 1954 a 1957-65. Od roku 2002 už se neúčastní ligových soutěží.

### Úspěchy
- 3 × Challenge Cup: 1901, 1903, 1904
- 3 × Tagblatt Pokal: 1900, 1901, 1902
- 1 × Rakouská liga: 1915
- 2 × Rakouský pohár: 1931, 1959
- Finále Středoevropského poháru: 1931

## Pozemní hokej
Klub je mnohonásobným mistrem Rakouska v pozemním hokeji v mužích i v ženách.

## Basketbal
Mužský tým byl mistrem v roce 1947.

## Vodní pólo
Klub byl mnohonásobným mistrem Rakouska ve vodním pólu.